# Piecniewo
Piecniewo (niem. Gärtringer See) – jezioro w Bruździe Zbąszyńskiej, w powiecie międzyrzeckim, w gminie Pszczew, położone na terenie Pszczewskiego Parku Krajobrazowego.
Jezioro otoczone lasami, leży około 3 km na południe od miejscowości Pszczew, kilkaset metrów na zachód od jeziora Chłop. Misa jeziora ma wydłużony kształt, który jest charakterystyczny dla jezior rynnowych.